# Descubre tus Cañadas
Descubre tus Cañadas es el nombre que recibe una serie de guías informativas que la Comunidad de Madrid publica desde 1998. En otoño de 2006 desde la Dirección General de Agricultura y Desarrollo Rural de la Consejería de Economía y Consumo de la Comunidad de Madrid se comenzaron a realizar rutas guiadas por las rutas que se describían en las guías, de modo que se difundiese su conocimiento entre la población. En 2007 las rutas se ampliaron a 30 actividades, seis de ellas son rutas adaptadas para discapacitados.
El objeto de estas guías es acercar a los ciudadanos el rico patrimonio natural, cultural e histórico del dominio público pecuario de la Comunidad de Madrid, al tiempo que se les ofertan los recursos recreativos, educativos y deportivos que pueden disfrutar sobre esta densa trama, más conocida por los nombres de sus diferentes manifestaciones (Cañadas, Cordeles, Veredas, Coladas, Descansaderos), que se extienden en una superficie de 13 000 hectáreas de la comunidad autónoma, ramificándose a lo largo de 4.200 kilómetros, lo que supone una longitud superior a la de todas las carreteras de la región.
Las guías de la serie en su versión digital pueden descargarse desde el siguiente vínculo web:

## Guías de la serie "Descubre tus Cañadas"
Guía n.º 1: Rutas por el Valle Medio del Lozoya
Guía n.º 2: Rutas por la Cañada Real Soriana Oriental
Guía n.º 3: Rutas por el Valle del Alberche
Guía n.º 4: Rutas en torno al Parque de la Polvoranca
Guía n.º 5: Rutas del Agua: Patones, Torrelaguna y Torremocha de Jarama
Guía n.º 6: Rutas por los Robledales del Lozoya
Guía n.º 7: Rutas por las Vegas del Tajo, Jarama y Tajuña
Guía n.º 8: Rutas por el Valle Medio del Tajuña
Guía n.º 9: Rutas por la Sierra Sudoccidental del Guadarrama
Guía n.º 10: Rutas por la Campiña del Henares
Guía n.º 11: Rutas por la Cañada de las Merinas
Guía n.º 12: Rutas por las Dehesas de Colmenar Viejo
Guía n.º 13: Rutas por el Corredor Soto de Viñuelas-Montejo de la Sierra
Guía n.º 14: Rutas por la Cañada Real Leonesa a través de sus Dehesas
Guía n.º 15: Rutas por la Sagra Madrileña
Guía n.º 16: Rutas por la Sierra de Guadarrama
Guía n.º 17: Rutas entre el Guadarrama y el Perales